# Oberwössen

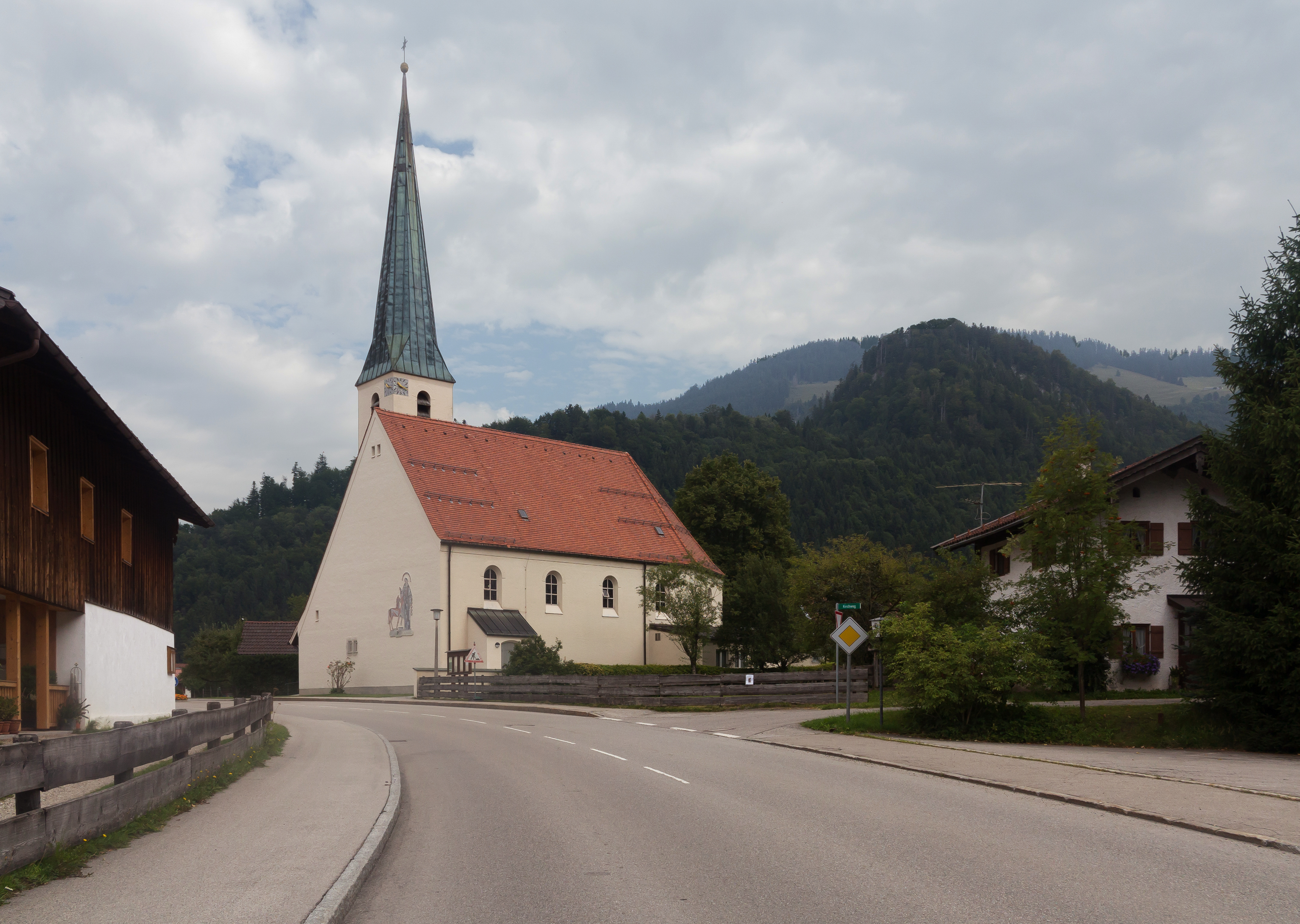
Oberwössen, Kirche Maria Sieben Schmerzen

Oberwössen ist ein Gemeindeteil der Gemeinde Unterwössen im oberbayerischen Landkreis Traunstein. 

## Geschichte
Die Besiedelung der Gegend geht bis auf keltische und römische Ursprünge zurück. Die Tonscherben, die in der Nähe der Rettenburg auf einem Höhenzug zwischen Hinterwössen und Kruchenhausen gefunden wurden, datieren um das Jahr 900, was für eine bereits bestehende Siedlung in Ober- oder Unterwössen schließen lässt.
Unterwössen wurde urkundlich erstmals 1120 erwähnt. Der Name Oberwössen wurde erstmals im Steuerverzeichnis von 1420 erwähnt. Im spanischen (1701–1714) und im österreichischen (1740–1748) Erbfolgekrieg erlitt die örtliche Bevölkerung durch die grenznahe Lage großen Schaden. Ober- und Unterwössen im heutigen Bezirk Oberbayern gehörten zum Rentamt Burghausen und zum Landgericht Marquartstein des Kurfürstentums Bayern. Im Zuge der Verwaltungsreformen in Bayern entstanden mit dem Gemeindeedikt von 1818 die Gemeinden Ober- und Unterwössen. Die Schreibweise der Gemeinde Oberwössen war bis 1900 Oberwessen.
Nach dem Zweiten Weltkrieg fanden viele Vertriebene in Unter- und Oberwössen eine neue Heimat.
Oberwössen hatte in seiner Geschichte als eigenständige Gemeinde insgesamt zwei Bürgermeister. Von 1945 bis 1958 war Valentin Plenk Bürgermeister von Oberwössen. Sein bis 1972 tätiger Nachfolger war Johann Weber, der zugleich der letzte Oberwössener Bürgermeister vor der Eingemeindung in die Gemeinde Unterwössen war. Zum Andenken an diese beiden Oberwössener Bürgermeister Valentin Plenk und Johann Weber erinnern heute im Foyer des Oberwössener Bürgerhauses „Schulhaus“ gerahmte Fotos.
Am 1. Juli 1972 wurde bei der bayerischen Gebietsreform Oberwössen in die Gemeinde Unterwössen eingegliedert. Ein kleines Gebiet im Westen mit den Ortsteilen Achberg, Wagrain und Streichen kam zur Gemeinde Schleching.

## Baudenkmäler
Siehe: Liste der Baudenkmäler in Oberwössen